# Полевая почта
Полевая почта — вид почтового обслуживания в войсковых частях в мирное время, организованного вместо почтовой связи через обычные государственные почтовые ведомства.
Разновидностью полевой почты является военно-полевая почта — почтовая связь, устанавливаемая в действующей армии в условиях ведения военных действий.
По другой классификации, полевая почта предназначена для пересылки писем в действующую армию, а в мирное время организуют солдатскую почту. Обычно эта пересылка осуществляется бесплатно; иногда могут издаваться специальные марки полевой и солдатской почты.

## Описание
Обычно при воинских частях в различных странах мира организуется сеть почтовых учреждений, которые имеют полевые почтовые номера. Для последних их полное название, род войск, место расположения и другие подробности как в мирное время, так и во время войны не разглашаются и являются военной тайной. Письма от гражданского населения, из тыла или из других воинских частей посылаются исключительно на полевой почтовый номер части.
Чаще всего во всех воюющих странах в XX веке пересылка простых писем и почтовых карточек с фронта и на фронт осуществлялась бесплатно.

## Полевая почта в России

### Российская империя

#### Ранняя полевая почта
По приказу Петра I в конце XVII века был создан прообраз полевой почты, когда между столичными городами и действующей армией была налажена почтовая связь. Для её осуществления в штаты полков и соединений действующей армии были введены военные почтальоны. Впервые о почтовой связи с действующей армией упоминается в начале XVIII века. В частности, известен оттиск почтовой печати с текстом «С Москвы в полки», который ставился на сопроводительные документы почты и на почтовую сумку.
В годы Северной войны в России впервые в мире был налажен институт военной цензуры. В марте 1700 года была учреждена гласная цензура частных писем согласно указу Петра I, который, в числе прочего, гласил:
А буде такие грамотки явятца, и их за море не посылать, а присылать в государев Посольский приказ.
Этот документ, черновик которого хранится в государственном архиве древних актов, определял приём всей корреспонденции на почтовых дворах в незапечатанном виде. Предписывалось каждую грамотку тщательно прочитывать и «высматривать в них подлинно» вести военного значения. Указ царя был направлен на почтовые дворы и доводился до сведения всех иностранцев, находившихся в России. Это вызвало прекращение пересылки военных сообщений за границу и стало эффективной мерой на самом первом этапе войны, начало которой оказалось неожиданностью для шведов.
В ходе дальнейших реформ русской государственной и военной почты были реорганизованы старые тракты, например, между Смоленском и Витебском, проложены почтовые линии в действующую армию, «в полки» и в области предполагаемых военных действий, в частности, между крепостями Санкт-Петербург и Нарва.
Само словосочетание «полевая почта» впервые появилось в России в мае 1712 года. Окончательно закреплено в 1716 году Воинским уставом Петра Первого, в котором находился раздел «О чине полевой почты».
В 1710-х годах в ходе Северной войны из столиц к фронту и местам стоянок русских войск прокладывались временные военно-полевые линии «спешной связи», носившие название «почта в полки». Связь на линиях обслуживали драгуны. Впоследствии они были заменены гражданскими ямщиками.
Самые ранние отправления российской полевой почты с сохранившимися на них особыми штемпелями гашения относятся к периоду русско-турецкой войны 1877—1878 годов.
В Вооружённых силах Российской империи существовали Полевая почта и телеграф как совокупность личного состава и почтово-телеграфных средств, состоящих в военное время при Действующей армии, находились в ведении начальника полевого управления почт и телеграфов, который, в свою очередь, непосредственно подчинялся начальнику военных сообщений Действующей армии. В военное время в районе действия большой полевой армии должны были учреждаться:
- Полевая главная почтовая контора[8] — для сортировки корреспонденции, посылаемой в действующую армию и из неё;
- Полевые корпусные конторы[8] — при каждом корпусе (одна при главной квартире) для приёма и выдачи корреспонденции;
- Полевые запасные конторы[8] — открываемые (по мере надобности) с тою же целью в некоторых пунктах театра войны или при дивизиях, и почтовые подставы, устраиваемые на шоссейных и грунтовых дорогах, в расстоянии не более 25 вёрст одна от другой, исключительно для перевозки почты.

#### Первая мировая война
К началу Первой мировой войны имелся слаженный институт военно-полевой почты, который должен был обеспечивать взаимную почтовую связь фронта и тыла страны. Основными функциями этой почты были:
- пересылка почтовых отправлений личного состава армии с фронта в тыл и из тыла адресатам на фронте;
- пересылка несекретной служебной корреспонденции войсковых частей и учреждений;
- пересылка и доставка газет и иных периодических изданий адресатам на фронте.

В годы самой войны доставку приказов, донесений, ценных бумаг, посылок, а также сопровождение высокопоставленных лиц обеспечивал личный состав Фельдъегерского корпуса (1796—1917).

### СССР

#### Мирное время
В мирное время в бывшем СССР письма и открытки военнослужащих срочной службы и письма, адресованные военнослужащим срочной службы, пересылались бесплатно.
- Пример раннего советского почтового отправления от военнослужащего Красной Армии (1926)
- Прошедшее почту письмо с надписью от руки «Красноармейское», календарным штемпелем и оттиском печати артиллерийской бригады
- То же. Оборотная сторона

Согласно принятой советской системе адресования отправлений полевой почты, в адресной строке делалась сокращённая запись в виде «в/ч .....-„буква“», где «в/ч» означало «войсковая часть» уровня полка (бригады) либо отдельного батальона (дивизиона) и выше, с последующим пятизначным цифровым кодом данной части. Например, Учебный танковый полк Гвардейской Сертоловской мотострелковой дивизии ЛенВО, расквартированный в Сертолово-1, никогда в почтовой корреспонденции так не назывался, а имел в 1960-х – 1990-х годах почтовое обозначение «в/ч 10836»; Шестая армейская ракетная бригада оперативно-тактического назначения Шестой общевойсковой армии, расквартированная у станции Пинозеро, обозначалась как «в/ч 25795» (указанные войсковые части впоследствии были ликвидированы). Буква после номера части означала внутреннее подразделение данной части до уровня роты (батареи) либо отдельного взвода. Для обозначения отправлений полевой почты в адрес военнослужащих войсковых частей, расположенных за пределами СССР (группы войск и т. д.), использовалась сокращённая запись в виде «пп .....-„буква“». Почтовый индекс при этом имел первую цифру 0, затем следовал 5-значный номер полевой почты.
- Оттиск штемпеля полевой почты СССР (1972)
- Конверт с треугольным штампом полевой почты СССР (1989), текст которого гласит: «Письмо военнослужащ. срочной службы • БЕСПЛАТНО»

Кроме того, «Полевая почта» с добавлением номера (№) — условное наименование формирования за границами СССР, например, полевая почта № 26039, полевая почта № 82610-Б[≡] и т. п.
От бойцов не отставая,

Шаг за шагом, день за днём

Едет почта полевая,

Пробираясь под огнём…
По лесам и горным склонам,

По тропинкам потаённым

Ходит почта на войне.
Слава честным почтальонам,

Полковым и батальонным.

Слава честным почтальонам

С толстой сумкой на ремне!

#### Вторая мировая война
В 1939 году в Главном управлении связи Красной Армии было сформировано Управление военно-полевой почты, а при штабах армий и фронтов были созданы отделы военно-полевой почты. Непосредственно в частях были созданы почтовые полевые станции (ППС), которые гасили корреспонденцию почтовыми штемпелями с текстом «СССР Полевая почта № (указывался номер ППС)». В посылаемых на фронт почтовых отправлениях указывался номер ППС, действительный номер и наименование части. Отправляемые из частей действующей армии письма поступали на военно-почтовые сортировочные пункты, где также имелись собственные почтовые штемпели, которые иногда встречаются на письмах. Почтовые полевые станции впоследствии заменили военно-почтовые станции (ВПС), штемпели которых были такими же, что и штемпели ППС, но без указания действительного номера ВПС. При этом всем дивизиям и отдельным танковым бригадам были присвоены индивидуальные номера полевых почт, в адрес которых корреспонденция направлялась в случае начала военных действий.
Во время Великой Отечественной войны в СССР действовала военно-полевая почта. С её помощью ежемесячно только в действующую Красную Армию (РККА) доставлялось до 70 миллионов писем. В действующую армию и на флот за военные годы было адресовано около 40 % всех писем, отправленных через гражданские почтовые отделения.
Типичный пример номера военно-полевой почты в сентябре 1941 года — 950/290, что означало 950-ю полевую почтовую станцию, принадлежащую 290-й стрелковой дивизии.
В связи с возможностью раскрытия разведкой противника настоящей нумерации и дислокации воинских частей действовавшая система условных наименований управлений, объединений, соединений, частей и учреждений действующей армии, а также строевых частей военных округов была изменена в 1943 году приказом Наркомата обороны (НКО) № 0105 от 6 февраля 1943 года «О порядке адресования корреспонденции в Красной Армии и правилах сношения войсковых частей и соединений с гражданскими организациями и частными лицами». Тогда на почтовых отправлениях стали указывать: «Войсковая часть полевая почта» с добавлением неповторяющегося пятизначного числа. К примеру, указание на «Войсковую часть полевую почту 10952» означало 15-ю подвижную ремонтную базу 50-й армии.
Условные наименования существовавшим и вновь формируемым воинским частям и учреждениям присваивало Организационное управление Генерального Штаба НКО СССР.
Такая же система распространялась и на иностранные воинские формирования в составе фронтов: к примеру, «Войсковая часть полевая почта 38684» соответствовала отделу информации офицеров 3-й польской пехотной дивизии Войска Польского. Аналогичным образом присваивались условные наименования формированиям других, кроме НКО и Наркомата ВМФ, наркоматов — внутренних дел (НКВД), путей сообщения, связи, гражданского воздушного флота. В виде исключения прежний порядок четырёхзначных условных наименований был сохранён для воинских частей и учреждений войск НКВД центрального подчинения и внутренних военных округов.
В отличие от строевых частей, воинским учреждениям и заведениям, размещавшимся на территории военных округов, пятизначные условные наименования не присваивались — для них разрешалось указывать населенный пункт, где находилось воинское учреждение или заведение, и его действительное наименование без указания его специфики. Так, 234-й склад инженерного имущества именовался «234-й военный склад НКО».
Подразделения в составе воинской части и подразделения обслуживания соединений (объединений) в качестве условного наименования использовали пятизначный номер условного наименования своей части с добавлением буквенной литеры справа от номера через дефис, при этом буквенные литеры подразделениям внутри воинской части, имевшей самостоятельную полевую почту, присваивались в штабе этой части, а подразделениям обслуживания — в штабе соединения (объединения) с изданием соответствующих приказов. К примеру, 999-й штурмовой авиаполк именовался «Войсковая часть полевая почта 36758», а его первая эскадрилья именовалась «Войсковая часть полевая почта 36758-В».

##### Письма-треугольники
В СССР пересылка корреспонденции с фронта (кроме посылок) и на фронт производилась бесплатно.
Письма складывались простым треугольником, что не требовало конвертов, которые на фронте всегда были в дефиците.
Конверт-треугольник — обычно тетрадный лист бумаги, сначала загнутый справа налево, потом слева направо. Оставшаяся полоса бумаги (поскольку тетрадь не квадратной, а прямоугольной формы) вставлялась, как клапан, внутрь треугольника. Готовое к отправке письмо не заклеивалось — его всё равно должна была прочитать цензура; почтовая марка была не нужна, адрес писался на наружной стороне листа.

##### Целые вещи
Помимо писем-треугольников, во время войны также выпускались секретки, конверты и открытки. Большинство из них имели текст «Смерть немецким оккупантам», гриф «Воинское», иногда «Письмо с фронта». Рисунки на них обычно были на темы боевых действий и героического труда в тылу. Поскольку пересылка почты на фронт и с фронта была бесплатной, почтовые отправления, франкированные марками, попадаются очень редко.

##### Военная цензура
Важным было сохранение военной тайны: надо было не дать возможности врагу по содержанию писем получить сведения о дислокации частей, их вооружении и проч. Для этого была создана военная цензура. Все письма с фронта в обязательном порядке просматривались, любые спорные места вымарывались чёрной краской. На почтовые отправления ставился штамп «Просмотрено военной цензурой»[≡].
Письма либо открытки, адресованные в армию и брошенные в почтовый ящик тылового города, сначала отправлялись в гражданское отделение связи, оттуда в тыловой военно-сортировочный пункт. Затем в почтовом вагоне они отправлялись на фронтовой военно-почтовый пункт, оттуда на военно-почтовую базу армии, оттуда в дивизию, полк, батальон и, наконец, попадали адресату.

#### Послевоенные годы
С небольшим изменением, внесённым 1 января 1948 года, такой порядок действовал и далее, разве что были изъяты слова «полевая почта» для воинских частей, находившихся на территории СССР (до 1991 года). Для воинских частей за границей или в отдалённых районах СССР, где не было органов Министерства связи, был сохранён полный вариант сочетания «войсковая часть полевая почта». Эта система позднее была продолжена в Российской Федерации.

#### Полевая почта в советских песнях
- «В путь» («А для тебя, родная, есть почта полевая…»; В. Соловьёв-Седой — М. Дудин; 1954)[13].
- «Деревянный самолёт» (Ю. Визбор).
- «Полевая почта» (Ю. Левитин — Н. Лабковский) в исполнении Марка Бернеса[14].
- «Последнее письмо» («Ты получишь письмо, как обычно, без марки, солдатское…»; С. Туликов — М. Пляцковский) в исполнении ВИА «Лейся, песня»[15].
- «Письмо перед боем» («За минуту до смерти в треугольном конверте пулевое ранение я получил…»); В. Высоцкий.
- «Полевая почта» Александра Городницкого (1989)[16].

### Современная Россия
В современной Российской Федерации войсковые части продолжают иметь пяти- или четырёхзначное цифровое обозначение ХХХХХ-«буква» (пример: войсковая часть № 54321-У или В/Ч № 4321-Ж) Согласно Приказу председателя Государственного комитета Российской Федерации по связи и информатизации от 25 декабря 1997 года № 104, «на воинских простых письмах и почтовых карточках, отправляемых личным составом войсковых частей и воинских организаций, проходящим военную службу по призыву, должен быть проставлен оттиск специального треугольного штампа». Штамп имеет надпись «Письмо военнослужащего по призыву» и предназначен «для воинских простых писем массой до 20 г и почтовых карточек, пересылаемых в пределах территории Российской Федерации» без государственных знаков почтовой оплаты. Приказ также предписывал осуществлять пересылку простых писем массой свыше 20 г и всех других видов почтовых отправлений, кроме посылок с одеждой граждан, призванных на военную службу, «на общих основаниях с оплатой по установленному тарифу».
За развертывание и работу полевой почты в военный период отвечает Управление фельдъегерско-почтовой связи Главного управления связи ВС РФ. В мирное время оно занимается почтовым обеспечением воинских частей, находящихся за пределами России, а также на территории России в тех местах, где нет отделений ФГУП «Почта России».
При отсутствии конвертов в зоне боевых действий во время Первой чеченской кампании (1994—1996) солдаты, проходившие военную службу по призыву, также иногда посылали домой письма, сложенные «треугольником».

## Марки полевой и солдатской почты
Марки полевой почты применяются для оплаты писем в действующую армию, марки солдатской почты — в мирное время. При этом сама пересылка проводится бесплатно.
Большинство европейских стран надпечатывали свои стандартные почтовые марки для использования в войсках, особенно находившихся за границей. Как правило, военные марки делались путём надпечатки нескольких букв, сокращённо обозначавших военную администрацию или почту. Например, на подобных марках Франции 1901 года стояла надпечатка «F. M.» («Освобождено от оплаты, военное»). Выпускались также и оригинальные марки для полевой и военно-полевой почты.
- Примеры надпечатанных и оригинальных марок военно-полевой почты
- Австро-Венгрия: надпечатка полевой почты на марке военной почты в Боснии и Герцеговине (1914)
- Военная марка, использовавшаяся британской армией в Египте для оплаты письменной корреспонденции в 1932—1936 годах
- Безноминальная марка финской полевой почты в оккупированной Восточной Карелии, 1943 (Mi #3; Yt #5)

## Документалистика
- Документальный фильм. Режиссёр: Любовь Хоботова. ООО «Студия Центр» по заказу ВГТРК. 2019 г (22 июня 2019). Жизнь в треугольном конверте.  40 мин. ГТРК «Культура». Архивировано 22 июня 2019. {{cite episode}}: |series= пропущен или пуст (справка)